# نیوروفانک
نیوروفانک (به انگلیسی: Neurofunk) (که به صورت رسمی‌تر و ساده‌تر با عنوان نیورو (به انگلیسی: Neuro) نیز شناخته می‌شود) زیرسبکی از درام اند بیس است که بین سال‌های ۱۹۹۷ تا ۱۹۹۸، در شهر لندن کشور انگلستان و در پی پیشرفت سبک تک استپ پدیدار شد. این سبک بعداً با کنار هم قرار دادن عناصری از انواع سنگین‌تر و شدیدتر سبک فانک و همچنین با تأثیراتی از تکنو، هاوس و جاز، که بواسطهٔ ضربه‌هایی در طول بیس لاین و ضرب‌های شکستهٔ تند و تیز تمایز داده می‌شود، توسعه یافت. اولین آثار تکامل یافتن و شکل گرفتن اولیهٔ نیوروفانک -هنگام واگرایی از تک استپ- را در تک‌آهنگی با نام "فانکشن" از اد راش و اوپتیکال، که برای شرکت وی ریکوردینگز ساخته شده بود، و همچنین در اولین آلبوم پرآهنگ آن‌ها با نام "کرم‌چاله"، که در سال ۱۹۹۸ برای شرکت ویروس ریکوردینگز تهیه شد، می‌توان شنید.
اولین بار در کتابی با عنوان Energy Flash: A Journey Through Rave Music and Dance Culture اثر سیمون رینولدز به اصطلاح «نیوروفانک» اشاره شد. این همان جایی است که این منتقد انگلیسی نام این سبک را به عنوان نتیجهٔ ادراک شخصی خود از تغییرات سبکی تک استپ ابداع نمود.